# Åkers Runö station

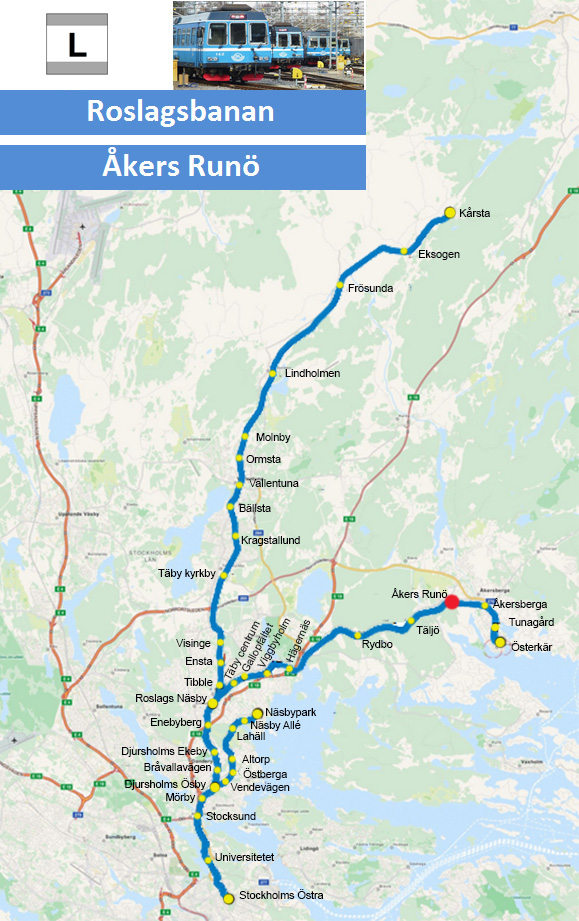
Linjekarta.

Åkers Runö är en järnvägsstation på Roslagsbanan, belägen i Österåkers socken i västra delen av Åkersberga samhälle i Österåkers kommun. Den anlades 1901 och hette fram till juni 1947 endast Runö, då den efter Åkers skeppslag tillades sin bestämning. 
En poststation har tidigare haft samma namn.
Åkers Runö ligger 25,6 kilometer från Stockholms östra station.
1985 återuppbyggdes ett mötesspår som gjorde att tågen kunde mötas vid Åkers Runö. Detta möjliggjorde tätare trafik på Österskärslinjen. Stationen renoverades sommaren 2007. Räls, asfalt, bänkar, gågator och anslagstavlor rustades upp. Från 2010 var sträckan Åkers Runö - Åkersberga dubbelspårig och från 2015 hela sträckan Rydbo - Åkersberga.
Endast tåg med linjenummer 28 stannar vid stationen. Det betyder att alla snabbtåg (linjenummer 28S) endast passerar, utan stopp för på- eller avstigande.
Antalet påstigande en genomsnittlig vintervardag (2021) har beräknats till 450.

## Galleri

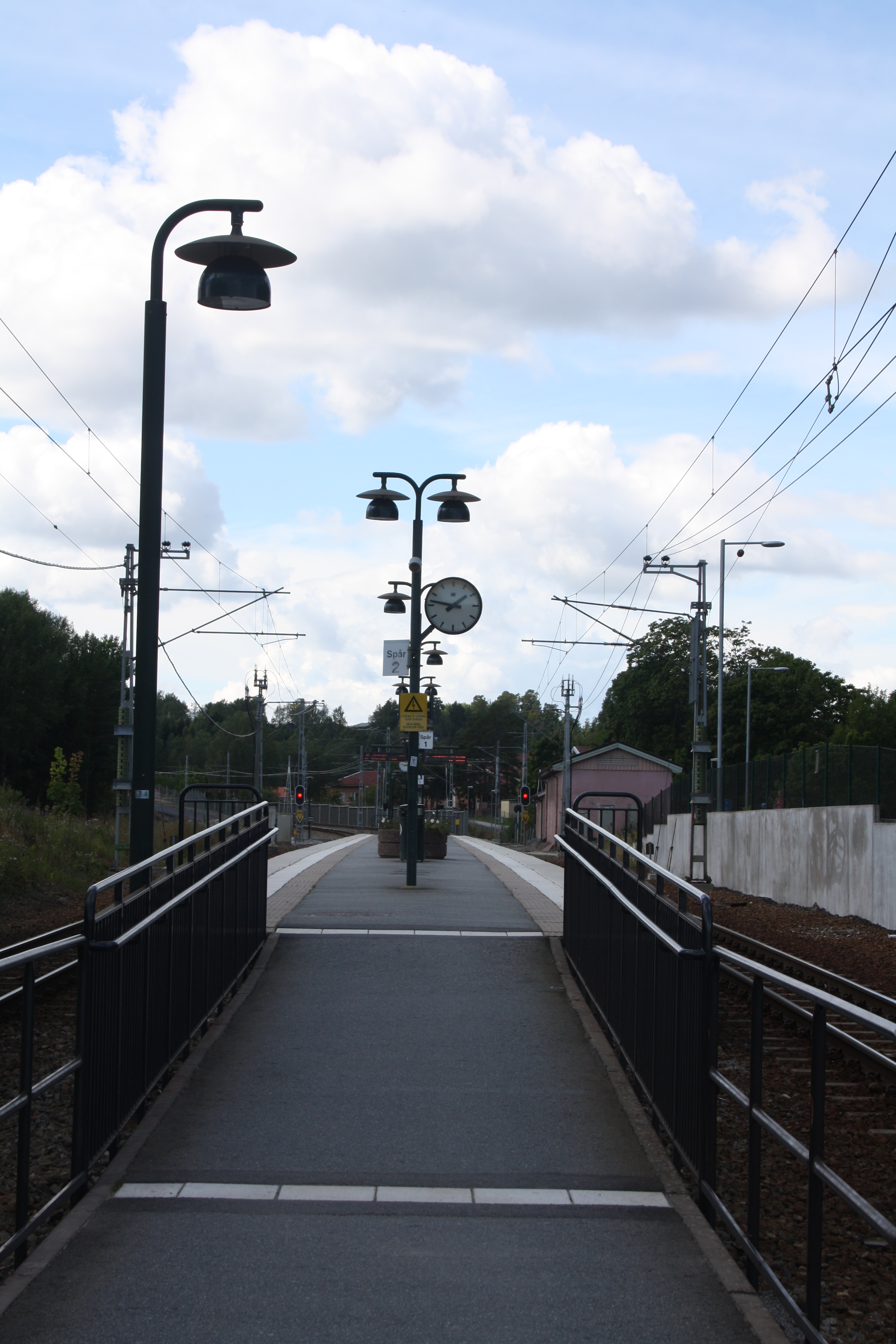
Ingång
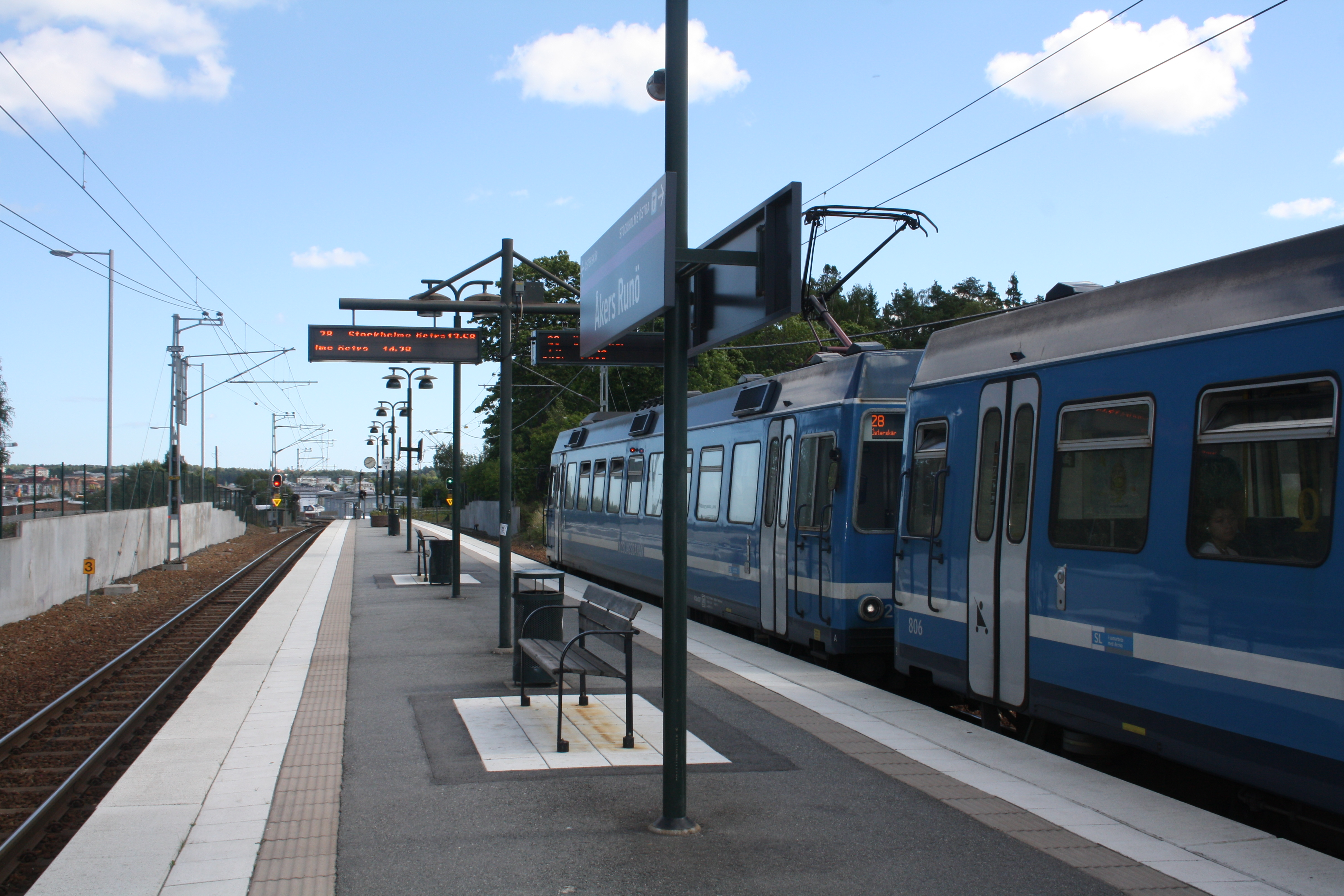
Perrongen
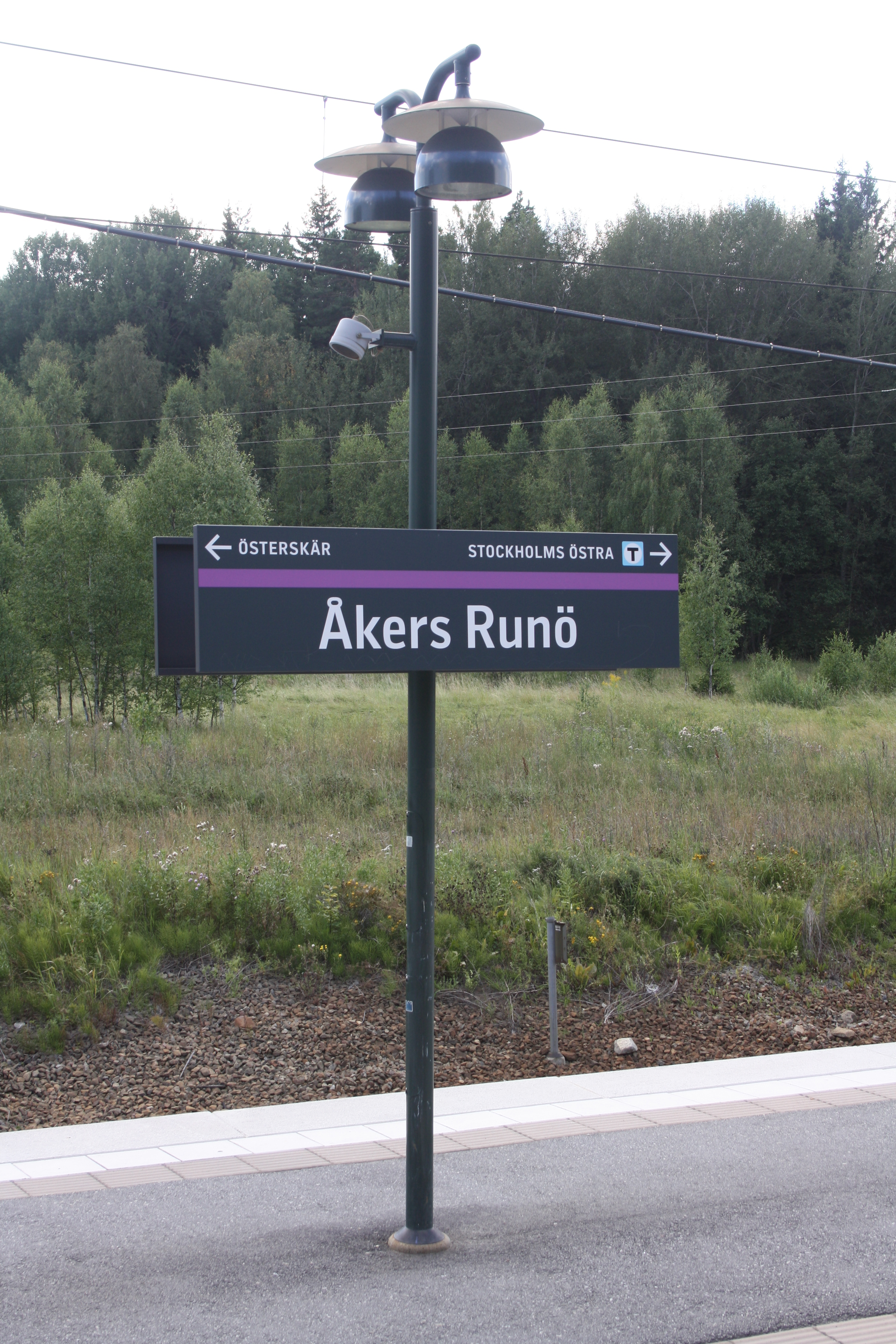
Stationsskylt